# La partita (film 1988)
La partita è un film del 1988 diretto da Carlo Vanzina.

## Trama
Venezia, XVIII secolo. Dopo 14 mesi di esilio, il nobile Francesco Sacredo torna in patria e trova il padre che ha appena perso al gioco tutto il patrimonio, sconfitto dall'astuta e diabolica contessa Matilde Von Wallenstein. La contessa è disposta a restituire tutto se Francesco riesce a batterla a "Totum et nihil" (tutto e niente); ma se Francesco perde, la sua anima appartiene alla contessa. Francesco perde, ma non è disposto a onorare il contratto.